# Atletica leggera ai Giochi della XXVIII Olimpiade - Salto in lungo femminile

Video della Finale (Tatiana Lebedeva)

Video della Finale (Irina Simagina)

Video della Finale (Tatiana Kotova)

Il salto in lungo ha fatto parte del programma di atletica leggera femminile ai Giochi della XXVIII Olimpiade. La competizione si è svolta nei giorni 25 e 27 agosto 2004 allo Stadio Olimpico di Atene.

## Presenze ed assenze delle campionesse in carica
| Competizione         | Atleta              | Prestazione | Atene 2004 |
| -------------------- | ------------------- | ----------- | ---------- |
| Olimpiadi 2000       | Heike Drechsler     | 6,99 m      | Rit. 2002  |
| Commonwealth 2002    | Elva Goulbourne     | 6,70 m      | Assente    |
| Europei 2002         | Tat'jana Kotova     | 6,85 m      | Presente   |
| Coppa del mondo 2002 | Tat'jana Kotova     | 6,85 m      | Presente   |
| Asiatici 2002        | Anju Bobby George   | 6,53 m      | Presente   |
| Panamericani 2003    | Alice Falaiye       | 6,43 m      | Non qual.  |
| Africani 2003        | Esther Aghatise     | 6,58 m      | Assente    |
| Mondiali 2003        | Eunice Barber       | 6,99 m      | Presente   |
|                      |                     |             |            |
| Mondiali junior 2000 | Concepción Montaner | 6,47 m      | Non qual.  |

## Turno eliminatorio
Qualificazione6,60 m
Dieci atlete ottengono la misura richiesta. Vengono ripescati i 2 migliori salti. La migliore prestazione è di Tat'jana Lebedeva con 6,95.
Eunice Barber, la campionessa del mondo, non va oltre 6,37 e manca la qualificazione.

## Finale
Stadio olimpico, venerdì 27 agosto, ore 20:05.
Le russe dominano la gara. Al primo salto sono già in testa Tat'jana Kotova e Irina Simagina con 7,05. Al secondo turno Tat'jana Lebedeva, che aveva esordito con un nullo, atterra a 7,07 passando al comando. Poi la Simagina fa 7,02 e questo secondo miglior salto la pone in seconda posizione. I primi tre posti si cristallizzano definitivamente.

Nessun'altra atleta supera i 7 metri nel resto della gara.
È la prima volta che una triplista vince il lungo alle Olimpiadi.

È la prima volta che i tre posti del podio nel lungo femminile sono occupati dalla stessa nazione.
| Pos     | Paese e Atleta    | 1° salto | 2° salto | 3° salto | 4° salto | 5° salto | 6° salto | Miglior Misura | Note             |
| ------- | ----------------- | -------- | -------- | -------- | -------- | -------- | -------- | -------------- | ---------------- |
| Oro     | Tat'jana Lebedeva | X        | 7,07     | x        | 6,82     | 7,05     | X        | 7,07           |                  |
| Argento | Irina Simagina    | 7,05     | 7,02     | X        | X        | X        | X        | 7,05           |                  |
| Bronzo  | Tat'jana Kotova   | 7,05     | X        | 6,84     | 6,70     | x        | 6,76     | 7,05           |                  |
| 4       | Bronwyn Thompson  | 6,79     | X        | 6,92     | 6,96     | X        | 6,70     | 6,96           |                  |
| 5       | Anju Bobby George | X        | 6,85     | 6,82     | 6,73     | X        | 6,63     | 6,85           |                  |
| 6       | Jade Johnson      | 6,83     | 6,75     | X        | 6,68     | 6,61     | X        | 6,83           | Record nazionale |
| 7       | Tünde Vaszi       | 6,74     | 6,80     | X        | X        | X        | 6,67     | 6,80           |                  |
| 8       | Bianca Kappler    | 6,73     | 6,53     | 6,64     | 6,59     | X        | 6,63     | 6,73           |                  |
| 9       | Grace Upshaw      | 6,26     | 6,49     | 6,66     |          |          |          | 6,66           |                  |
| 10      | Carolina Klüft    | 6,64     | X        | 6,64     |          |          |          | 6,64           |                  |
| 11      | Elena Koshcheyeva | 6,63     | 6,62     | X        |          |          |          | 6,63           |                  |
| Squal.  | Marion Jones      |          |          |          |          |          |          |                |                  |